# Euphoresia vrydaghiana
Euphoresia vrydaghiana är en skalbaggsart som beskrevs av Louis Burgeon 1942. Euphoresia vrydaghiana ingår i släktet Euphoresia och familjen Melolonthidae. Inga underarter finns listade i Catalogue of Life.